# 597 Бандусія
597 Бандусія (597 Bandusia) — астероїд головного поясу, відкритий 16 квітня 1906 року Максом Вольфом у Гейдельберзі.